# Rosignano Marittimo
Rosignano Marittimo est une ville italienne d'environ 32 000 habitants, située dans la province de Livourne en Toscane, en face de la pointe nord de la Corse.

## Culture

### Musées
- Musée d'Histoire Naturelle de Rosignano Solvay[2]
- Musée archéologique civique
- Musée archéologique national de Castiglioncello

### Palais ou villa
- Villa Mirabella
- Villa Celestina
- Palais Bombardieri (XVIe siècle)

### Architecture  civile ou militaire
- Château Pasquini (XIXe siècle)
- Phare du banc de Vada
- Tour de Castiglioncello  (XVIe siècle)
- Tour de Vada  (XIIIe siècle)

## Administration
| Période                                  | Période  | Identité         | Étiquette       | Qualité |
| ---------------------------------------- | -------- | ---------------- | --------------- | ------- |
| 14 juin 2003                             | En cours | Alessandro Nenci | Centro-Sinistra |         |
| Les données manquantes sont à compléter. |          |                  |                 |         |

### Hameaux
Castiglioncello, Rosignano Solvay, Vada, Castelnuovo della Misericordia, Gabbro, Nibbiaia

### Communes limitrophes
Castellina Marittima, Cecina, Collesalvetti, Livourne, Orciano Pisano, Santa Luce

## Plage de Rosignano Solvay

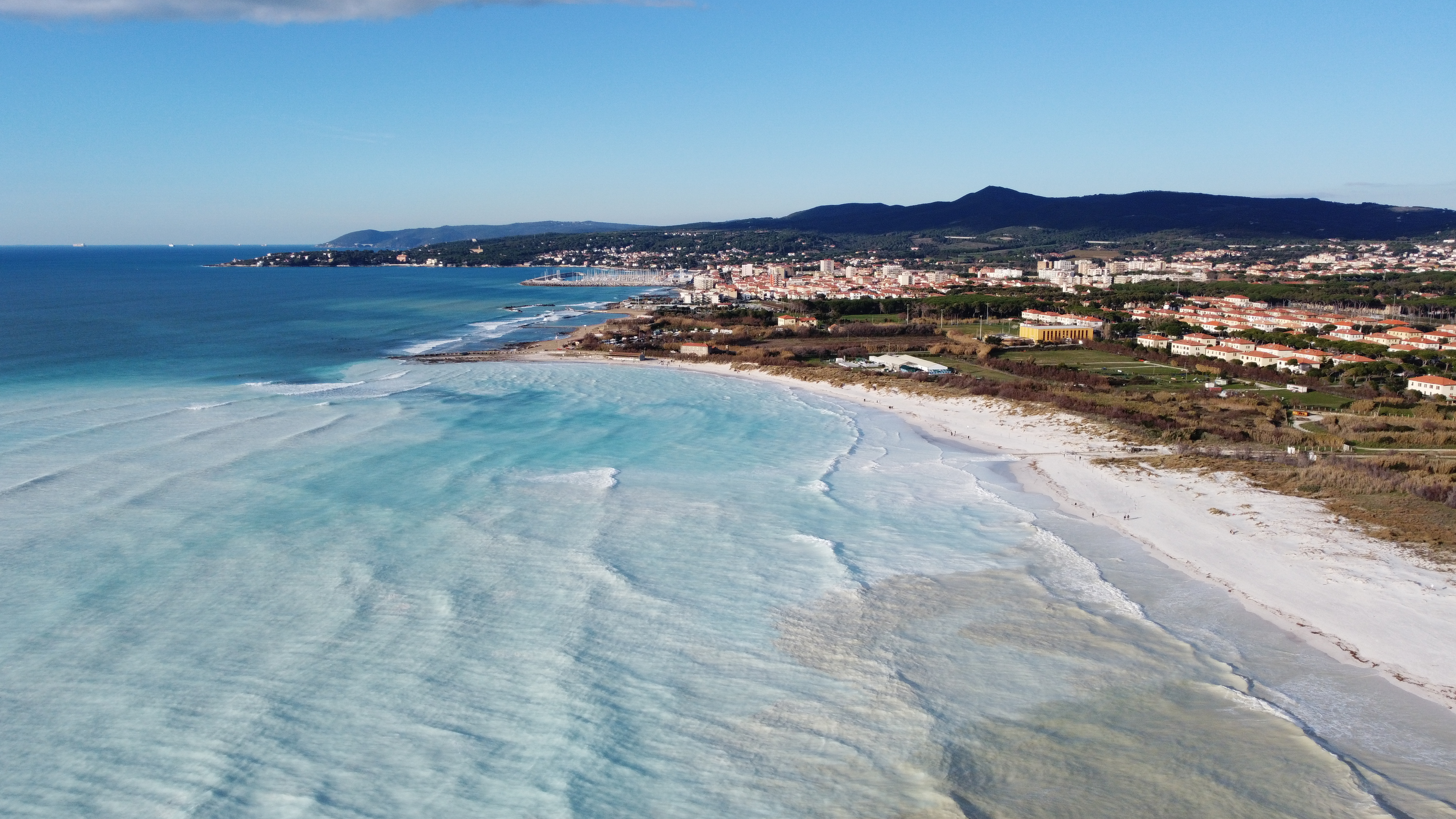
La « plage blanche de Rosignano Solvay » et son eau anormalement turquoise, notamment polluée par le mercure et le monométhylmercure issus de l'usine Solvay.

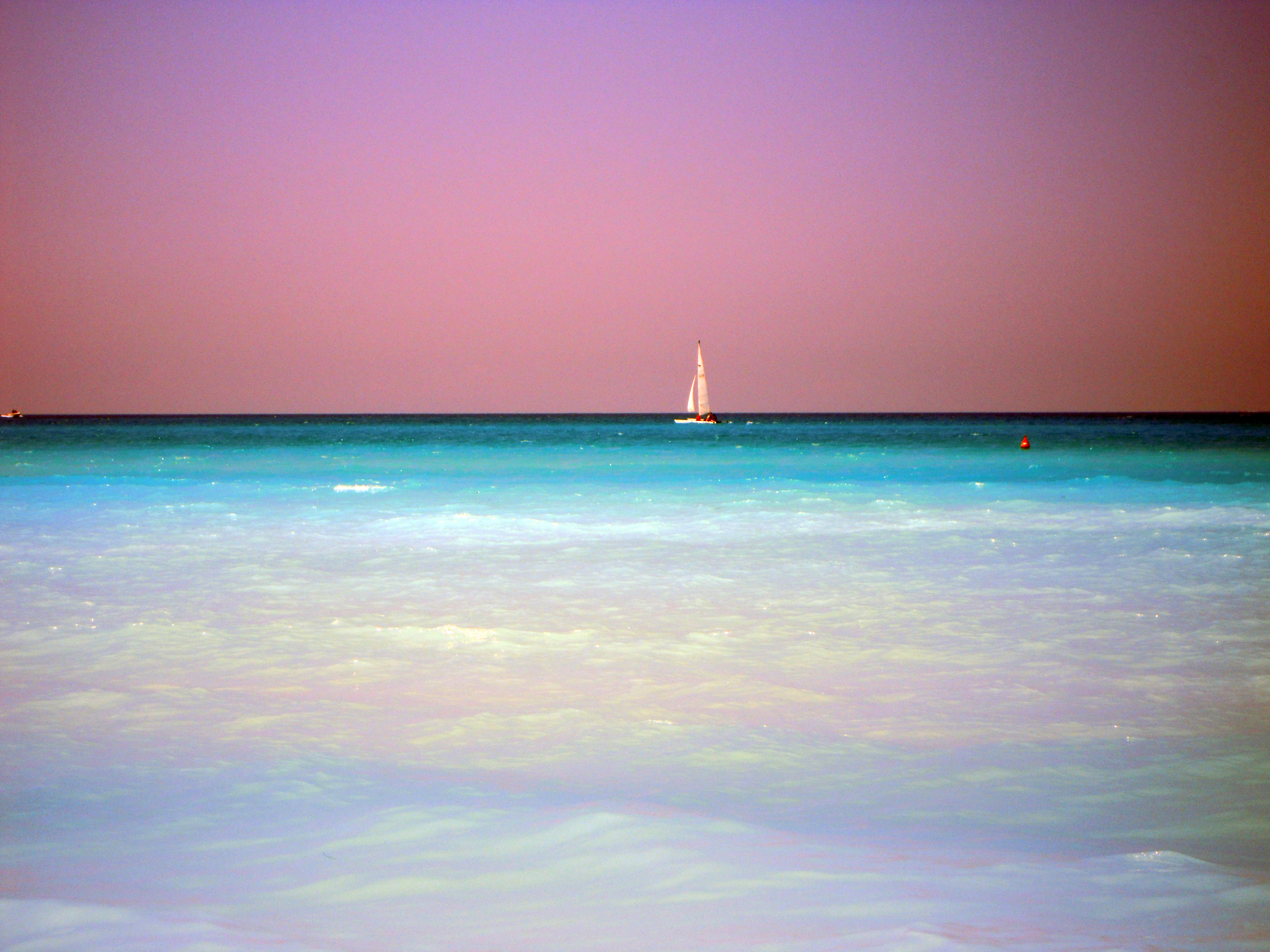
Panorama de la plage blanche de Rosignano Solvay-Castiglioncello, ici le 5 juillet 2012.

Rosignano Marittimo a comme particularité une plage de sable anormalement blanc où l'eau a pris une couleur anormalement turquoise.
Elle fait partie de la frazione (ensemble de maisons rattachées administrativement à une commune) Rosignano Solvay. Les couleurs inhabituelles du sable et de l'eau sont dues aux rejets dans la mer de matières et de produits chimiques de l'usine Solvay présente dans la ville.
Autour de la plage et en mer, les organismes marins sont là pollués à très pollué par du mercure et du monométhylmercure issus de l'Usine Solvay,,,. Les bilans de suivi scientifique montrent notamment une contamination (avec bioaccumulation) des poissons, mollusques, crustacés et échinoderme de la région, les poissons étant là au début du XXIe siècle encore souvent contaminés au-dessus voire bien au-dessus des doses admissibles en Europe pour l'alimentation humaine ou l'alimentation animale, non sans risque pour les populations riveraines et les consommateurs de poisson pêchés dans la région.